# 幻想的スケルツォ
『幻想的スケルツォ』（フランス語: Scherzo fantastique）作品3は、イーゴリ・ストラヴィンスキーが1908年に作曲した管弦楽曲である。

## 概要
ストラヴィンスキーが1907年に、妻のエカテリーナと一緒に読んだモーリス・メーテルリンクの『蜜蜂の生活』（フランス語: La Vie des abeilles）に霊感を受けて作曲された。
1907年夏に作曲を開始し、1908年3月30日（ユリウス暦）に完成した。当時ストラヴィンスキーの指導者であったニコライ・リムスキー＝コルサコフは、自筆譜を閲読して褒めていたという。しかし、初演より前に死亡してしまったため、実際の演奏を聴くことはなかった。
1908年の4-5月ごろにストラヴィンスキーはこの曲をアレクサンドル・ジロティに見せた。ジロティはこの曲に興味を持ち、自分の演奏会で上演するためにユルゲンソンから出版した。曲はジロティに献呈された。
初演は1909年2月6日（ユリウス暦1月24日）にサンクトペテルブルクにおいて、ジロティの指揮するマリインスキー劇場管弦楽団によって行われた。この演奏会はストラヴィンスキーの経歴において最も重要な出来事となった。セルゲイ・ディアギレフに見出されたからである（なお、自伝では『花火』作品4も同時に初演されたとしているが、これは正しくない）。9日後にはモスクワでも演奏された（エミール・クーパー指揮）。
1930年に改訂版が作成されている。

## バレエ
1917年1月10日にレオ・シュターツの振付でパリ・オペラ座バレエ団によってバレエ『蜜蜂』（フランス語: Les Abeilles）という題名でガルニエ宮において上演された。メーテルリンクは台本の著作権に関して訴訟を起こした。ストラヴィンスキーは訴訟に悩まされ、後には『幻想的スケルツォ』がメーテルリンクの『蜜蜂の生活』に着想を得たことすら否定するようになった。

## 編成
初版の楽器編成は以下のとおりである。
ピッコロ、フルート3（第2フルートはアルトフルート持ち替え、第3フルートはピッコロ持ち替え）、オーボエ2、コーラングレ、クラリネット3、ファゴット2、コントラファゴット、ホルン4、トランペット2、アルトトランペット、シンバル（サスペンデッド）、チェレスタ、ハープ3、弦5部。
チェレスタや3台のハープ（1930年版では2台）を含む大規模なものであるが、トロンボーンとチューバを使わず、打楽器はシンバルのみという風変わりな編成になっている。トロンボーンを除いたのは交響曲でトロンボーンを使いすぎたことをリムスキー＝コルサコフに注意されたためかもしれない。
演奏時間は約15分。

## 楽曲
大まかに3部形式を採っており、働き蜂の営巣活動や羽音を連想させる慌ただしい音型が特徴的な第1部と第3部が、穏やかで抒情的な中間部を取り囲んでいる。作曲者が否定的だった出版譜の序文によると、中間部は女王蜂の婚礼と、牡蜂同士の決闘とを描いているという。
より伝統的で習作的な性格の濃い『交響曲 変ホ長調』に比べると、自由な創意とのびやかな筆致が見出される反面、より印象主義的でより不協和な『花火』に比べると、音楽語法はまだ19世紀ロマン派音楽の延長に留まってはいる。いずれにせよ、ハープやチェレスタを含めた大規模な楽器編成の巧みな操作、文字通りに色とりどりの鮮やかな音色、拡張された調性と自由な半音階技法への傾斜など、伝統から離れて個性を見出そうとする傾向が表れている。また、着想や題材・表現において、早くも国民楽派のしがらみとの訣別を試みている点も見逃すことはできない。

## 関連楽曲
- リャードフの交響詩『バーバ・ヤガー』：ロシア人作曲家による管弦楽のためのスケルツォ
- デュカスの交響的バラード『魔法使いの弟子』：管弦楽のための最も有名なスケルツォの一つ
- リヒャルト・シュトラウスの音詩『ティル・オイレンシュピーゲルの愉快ないたずら』：管弦楽のための最も有名なスケルツォの一つ
- スクリャービンの『ピアノ・ソナタ第10番「トリル・ソナタ」』：鳥や虫の羽音を描写した音型が含まれるロシアの近代音楽の一つ。